# Csu-zsung

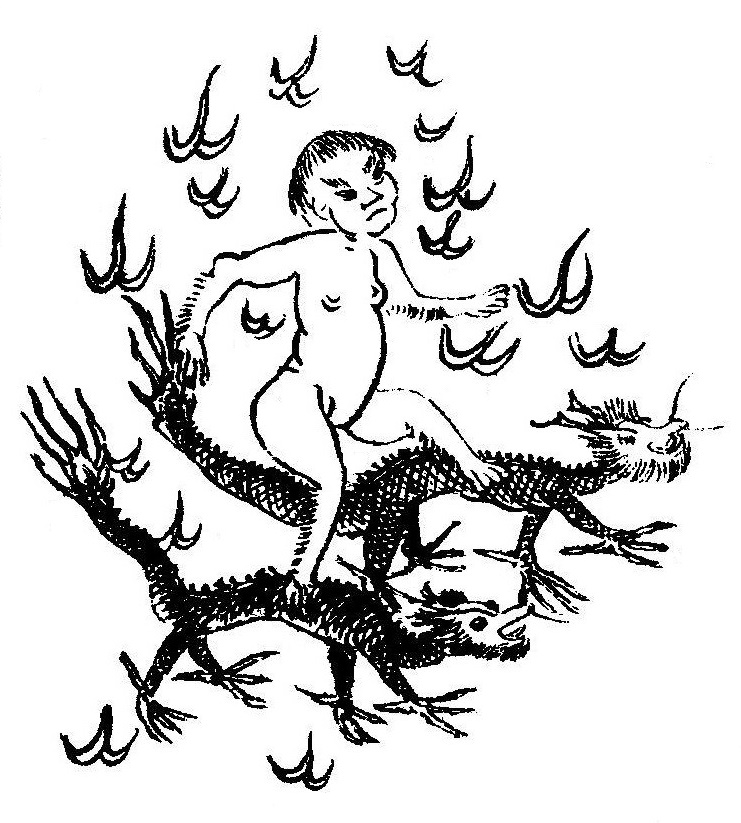
A két sárkány hátán állva utazó Csu-zsung (Zhurong) a Hegyek és vizek könyve egyik illusztrációján.

Csu-zsung (Zhurong) (más néven: Csung-li (Chónglí) 重黎) a tűz istene az ókori kínai mitológiában.

## Neve
A régi kínai kommentárok szerint Csu-zsung (Zhurong) neve azt jelenti, hogy „nagy fény”. A Han-dinasztia hivatalos történeti műjének, a Han su (Han shu)nak szerzője, Pan Ku (Ban Gu) szerint nevének jelentése: „(az ősi mitikus uralkodók ügyének) folytatója”. Mori Jaszutaro japán történész pedig a „tüzes kígyó” értelmezést javasolja.

## Alakja és legendái
A Hegyek és vizek könyve (6. fejezet) szerint a déli vidékeken élő Csu-zsung (Zhurong)nak vadállat teste, ember arca (sou-sen zsen-mien (shoushen renmian) 獸身人面) volt, és két sárkányon utazott (cseng liang lung (cheng liang long) 乘兩龍). Egyes kommentárok szerint méhszeme és darázsorra volt. A Dél kormányzójának is tekintették, mivel a hagyományos kínai öt elem elmélet szerint a déli égtájhoz a tűz elem kapcsolódik.
Ugyancsak a Hegyek és vizek könyve az utolsó fejezetében (18. fejezet) arról tudósít Egy forrás szerint Csu-zsung (Zhurong) egy alkalommal alászállt az égből, megtelepedett a Csiang (Jiang)-folyónál (Csiangsuj (Jiangshui) 江水), és tőle született a vizek szelleme, Kung-kung (Gonggong).
Később több forrás is beszámol Csu-zsung (Zhurong) és Kung-kung (Gonggong) küzdelméről, amelyben a modern mítoszkutatók szerint talán az apa és fia harcának hagyományos motívuma tükröződik.
A legendás, mitológiai alakokat historizáló hagyományos kínai történeti művekben Csu-zsung (Zhurong) már Csuan-hszü (Zhuanxu) uralkodó unokájaként jelenik meg.
Ezenkívül tekintették még a tűz parancsolójának, vagy a tűz istenének (Huo-sen (Huoshen) 火神), de tisztelték a Nap isteneként, tartották Jen (Yan) császár segítőjének, és a Déli-tenger istenének is.